# (4788) Simpson
(4788) Simpson est un astéroïde de la ceinture principale.

## Description
(4788) Simpson est un astéroïde de la ceinture principale. Il fut découvert le 4 octobre 1986 à la station Anderson Mesa par Edward L. G. Bowell. Il présente une orbite caractérisée par un demi-grand axe de 2,26 UA, une excentricité de 0,13 et une inclinaison de 4,3° par rapport à l'écliptique.
L'astéroïde est nommé en l'honneur du compositeur anglais Robert Simpson (1921-1997).

## Compléments